# Bhakarsahi
Bhakarsahi es una ciudad censal situada en el distrito de Khordha en el estado de Odisha (India). Su población es de 7110habitantes (2011). Se encuentra a 26 km de Bhubaneswar y a 40 km de Cuttack.

## Demografía
Según el censo de 2011 la población de Bhakarsahi era de 7110 habitantes, de los cuales 3643 eran hombres y 3467 eran mujeres. Bhakarsahi tiene una tasa media de alfabetización del 66,51%, superior a la media estatal del 72,87%: la alfabetización masculina es del 92,36%, y la alfabetización femenina del 80,39%